# Емил Люцканов
Емил Иванов Люцканов е български офицер, вицеадмирал (генерал-лейтенант) и учен – професор, доктор.

## Биография
Роден е на 20 юли 1951 г. в град Левски. През 1976 г. завършва Висшето военноморско училище във Варна със специалност „Корабоводене за военноморските сили“.
Започва службата си като командир на бойна част на ракетен катер. Бил е още помощник-командир и командир на ракетен катер, командир на звено ракетни катери.
През 1977 г. е вербуван за агент от III управление (военно контраразузнаване) на Държавна сигурност с псевдоним Петков.
Вербувал го служител кап. лейт. Атанас Колев Атанасов на 26.09.1977 г., регистриран на 04.10.1977 г. Ръководил го служител кап. лейт. Атанас Колев Атанасов; о. р. Николай Лешков; о. р. Данчо Симеонов Структури, в които е осъществявано сътрудничеството ДС, управление III-Х-III, управление III-Х-IV, управление III-II-IV, управление III-II-I Качеството, в което е осъществявано сътрудничеството-секретен сътрудник агент. Документи, въз основа на които е установена принадлежността към органите по чл. 1 Документи от ръководилия го щатен служител; рег. бланка; рег. дневник; картон обр. 4; лично и работно дело IА-698. Снемане от действащия оперативен отчет. Комисията разполага с документи, удостоверяващи принадлежност към органите по чл. 1 след 10.11.1989 г.
През 1985 г. завършва Военноморската академия в Санкт Петербург и служи като началник-щаб и командир на дивизион ракетни и торпедни катери в десета бригада леки сили в Созопол. До 1995 г е старши помощник-началник и заместник-началник на оперативния отдел на Главния щаб на Военноморските сили. 
През 1996 г. завършва Академията на Генералния щаб на въоръжените сили на Руската федерация в Москва,  като до 1997 г. последователно заема длъжностите – заместник командир, началник на щаба на Военноморска база – Варна.
На 1 септември 1997 г. с указ на президента е назначен за командир на Военноморска база – Варна. На 7 юли 2000 г. е удостоен с висше военно звание бригаден адмирал. На 17 декември 2001 г. е освободен от длъжността командир на Военноморската база – Варна и назначен за началник на Оперативното управление на Главния щаб на Военноморските сили. На 6 юни 2002 г. е освободен от длъжността началник на Оперативното управление на Главния щаб на Военноморските сили и назначен за заместник-началник на Главния щаб на Военноморските сили по операциите.
На 25 април 2003 г. е освободен от длъжността заместник-началник на Главния щаб на Военноморските сили по операциите, назначен за началник на Главния щаб на Военноморските сили и удостоен с висше военно звание контраадмирал. На 3 май 2004 г. е освободен от длъжността началник на Главния щаб на Военноморските сили.
На 19 ноември 2004 г. е назначен за военен представител на Българската армия в Делегацията на Република България към НАТО в Брюксел, Белгия. На 4 май 2005 г. е назначен за военен представител на Българската армия в Делегацията на Република България към НАТО.
На 25 април 2006 г. е назначен на длъжността първи заместник-началник на Генералния щаб на Българската армия, считано от 1 юни 2006 г. и удостоен с висше офицерско звание вицеадмирал.  На 1 юли 2009 г. е освободен от длъжността първи заместник-началник на Генералния щаб на Българската армия.
На 2 юли 2009 г. е награден с орден „За военна заслуга“ първа степен за големите му заслуги за развитието и укрепването на Българската армия, за проявен професионализъм при организирането и успешното участие на подразделения и военнослужещи от Българската армия в мироопазващи, миротворчески и хуманитарни операции в различни райони на света, за дългогодишна и безупречна служба в Българската армия и принос за поддържане на националната сигурност на Република България. През 2010 г. преминава в запаса.
През 2011 г. участва на местните избори за общински съветник на София от квотата на ПП „ОБЕДИНЕНА СОЦИАЛДЕМОКРАЦИЯ“ с водач Колю Парамов, но не са избрани.
Oт 2011 – 2015 г. е гост-преподавател във ВСУ „Черноризец Храбър“, в СУ „Св. Климент Oхридски“ и Военната академия „Г.С.Раковски“. През 2013 г. защитава докторска дисертация във Военната академия в София по специалност „Военно-политически проблеми на сигурността“. 
Снет на 20 юли 2014 г. от запас поради навършване на пределната възраст за генерали – 63 г.
От март 2015 г. преподавател в катедра „Национална сигурност“ във Факултет „Информационна сигурност“ на Университета по библиотекознание и информационни технологии (УниБИТ). Почетен професор е от 2 ноември 2016 г. в същата катедра „Национална сигурност“.
Учен номер 36098 с публикации описани в единния регистър:
Сътрудник е на „Центъра за изследване на Националната сигурност и отбрана“ (ЦИНСО) към БАН.

## Военни звания
- Лейтенант (1976)
- Старши лейтенант (1979)
- Капитан-лейтенант (1982)
- Капитан III ранг (1986)
- Капитан II ранг (1990)
- Капитан I ранг (1994)
- Бригаден адмирал (7 юли 2000)
- Контраадмирал (25 април 2003)
- Вицеадмирал (25 април 2006)